# Sweet Baby James
Sweet Baby James -En españolː Dulce bebé James- fue el segundo álbum del cantautor estadounidense James Taylor, lanzado por Warner en febrero de 1970. Fue grabado durante finales de 1969 y producido por Peter Asher. 
El álbum lcanzó el puesto número 3 en la lista de álbumes Billboard 200, y el año siguiente (1971) el sencillo Fire and Rain ocupó el mismo puesto que el álbum, en la lista de Billboard Hot 100.
En el 2020 el álbum fue ubicado en el puesto 182 de la lista de los 500 mejores álbumes de todos los tiempos, de la revista Rolling Stone.

## Legado
En el 2012 el álbum fue incluido en la lista de los 500 mejores álbumes de todos los tiempos, de la revista Rolling Stone, ocupando el puesto 103. En el 2020, sin embargo, el álbum fue reposicionado, quedando ubicado en el puesto 182.

## Cara A
1. «Sweet Baby James» – 2:54
2. «Lo and Behold» – 2:37
3. «Sunny Skies» – 2:21
4. «Steamroller» – 2:57
5. «Country Road» – 3:22
6. «Oh! Susanna» (Stephen Foster) – 1:58

## Cara B
1. «Fire and Rain» – 3:20
2. «Blossom» – 2:14
3. «Anywhere Like Heaven» – 3:23
4. «Oh Baby, Don't You Loose Your Lip on Me» – 1:46
5. «Suite for 20 G» – 4:41

## Músicos
- James Taylor — guitarra, voz
- Jack Bielan — instrumentos de viento-metal
- Chris Darrow — Viola de arco, violín
- Carole King — piano, voz
- Danny Kortchmar — guitarra
- Russ Kunkel — batería
- John London — bajo eléctrico
- Randy Meisner — bajo eléctrico
- Red Rhodes — steel guitar
- Leland Sklar — bajo eléctrico
- Bobby West — contrabajo